# Valva (Italia)
Valva es una comune italiana de la provincia de Salerno, en Campania. Tiene una población estimada, a fines de febrero de 2022, de 1527 habitantes. Es un centro agrícola del alto valle del Sele, situado en su lado izquierdo y a los pies de las empinadas y escarpadas laderas del Monte delle Rose (1372 m) y el Monte Marzano (1524 m).

## Evolución demográfica
| Gráfica de evolución demográfica de Valva entre 1861 y 2022 |
|                                                             |
| Fuente ISTAT - elaboración gráfica de Wikipedia             |